# Namibian Sun
Le Namibian Sun est un quotidien au format tabloïd publié en en Namibie.
Le journal est lancé le 20 septembre 2007 en tant que journal hebdomadaire tabloïd publié le jeudi avec un tirage initial de 36 000 exemplaires. Le journal publie principalement en anglais avec quelques pages en oshiwambo et cible un lectorat âgé entre 18 et 40 ans. Le journal est publié quotidiennement depuis 2010.
Le Namibian Sun est publié par Namibia Media Holdings (anciennement Democratic Media Holdings) qui publie également Allgemeine Zeitung et Die Republikein. Alors que AZ a un lectorat germanophone et que Republikein cible les locuteurs afrikaans, le Namibian Sun se concentre sur un public anglophone. Il est similaire au Daily Sun en Afrique du Sud dans sa disposition et ses fonctionnalités.